# Eleições legislativas de 2009 em Comores
As Eleições legislativas comorenses de 2009 seriam realizadas em 2 de agosto, mas em decorrência do Ramadã, foram adiadas para 6 de dezembro (primeiro turno) e 20 de dezembro (segundo turno).

## Resultados – primeiro turno
Quase 360 mil eleitores foram chamados a eleger 24 representantes entre 144 candidatos, outros 9 serão designados pelo Conselho de cada ilha do arquipélago. O partido presidencial venceu o primeiro turno da votação. Dois deputados do partido do presidente Ahmed Abdallah Mohamed Sambi foram eleitos logo à primeira volta anunciou o Tribunal Constitucional. Ao todo 26 candidatos do movimento presidencial entre os quais as principais personalidades do partido no poder vão para o 2º turno. A aliança da oposição não conseguiu fazer eleger nenhum deputado à primeira volta mas alguns dos seus com mais chances foram para a segunda volta, como Omar Tamu Ibrahim Ali Mzimba e Hamadi Bolero. Os eleitores votaram para eleger também os conselheiros das três ilhas do arquipélago Grande Comores Anjouan e Mohéli.

## Resultados – segundo turno
| Partidos                                 | Assentos |
| ---------------------------------------- | -------- |
| Partido presidencial (Baobab)            | 16       |
| Aliados do presidente                    | 3        |
| Oposição                                 | 5        |
| Representantes das assembleias originais | 9        |
| Total                                    | 33       |
| Fonte: Al Watwan                         |          |